# Finningen
Finningen – miejscowość i gmina w Niemczech, w kraju związkowym Bawaria, w rejencji Szwabia, w regionie Augsburg, w powiecie Dillingen an der Donau, wchodzi w skład wspólnoty administracyjnej Höchstädt an der Donau. Leży na obrzeżach Jury Szwabskiej, około 10 km na północ od Dillingen an der Donau.

## Demografia
| Rok  | Liczba mieszk. |
| ---- | -------------- |
| 1970 | 1 317          |
| 1987 | 1 402          |
| 2000 | 1 574          |

## Polityka
Wójtem gminy jest Klaus Friegel, poprzednio urząd ten obejmował Josef Häusle, rada gminy składa się z 12 osób.
|      | CWV | Mörslinger Liste | Razem |
| 2008 | 6   | 6                | 12    |
| 2002 | 5   | 7                | 12    |